# Vápenný vrch (Lužické hory)
Vápenný vrch (původní německý název Maschkenberg, někdy uváděn počeštěle jako Maškův vrch) je kopec s nadmořskou výškou 548 m na území Kyjova, jenž je částí města Krásná Lípa. Geomorfologicky náleží k Lužickým horám a jejich podcelku Lužický hřbet, okrsku Jedlovský hřbet a podokrsku Plešivecký hřbet. Vápenný vrch leží na lužickém zlomu a jeho geologické podloží tak tvoří dva typy rumburské žuly, pískovec, vápenec, bazanit a další horniny. Vrch je zalesněný jehličnatým a smíšeným porostem s převahou smrku ztepilého (Picea abies). Na jihovýchodním svahu pramení Doubický potok, který je přítokem Chřibské Kamenice a který protéká sedlem mezi Vápenným a Širokým vrchem, severní svahy jsou pak odváděny do Křinice. Celý vrch leží na území Chráněné krajinné oblasti Lužické hory. Na jižním až jihovýchodním svahu se nachází Přírodní rezervace Vápenka, která byla vyhlášena za účelem ochrany květnatých bučin.